# Джейсон Осборн
Джейсон Осборн (нім. Jason Osborne, нар. 20 березня 1994) — німецький веслувальник, срібний призер Олімпійських ігор 2020 року, чемпіон світу та Європи.

## Виступи на Олімпіадах
| Олімпіада           | Дисципліна               | Місце |
| ------------------- | ------------------------ | ----- |
| Ріо-де-Жанейро 2016 | парні двійки, легка вага | 9     |
| Токіо 2020          | парні двійки, легка вага | 2     |

## Зовнішні посилання
- Джейсон Осборн — олімпійська статистика на сайті Sports-Reference.com (англ.) (архівна версія)
- Джейсон Осборн [Архівовано 10 січня 2021 у Wayback Machine.] на сайті FISA.

1. 1 2  Jason Osborne
2. 1 2 3 4  Jason Osborne
3. ↑  Jason Osborne im Porträt